# 1980年レークプラシッドオリンピックのノルウェー選手団
1980年レークプラシッドオリンピックのノルウェー選手団（1980ねんレークプラシッドオリンピックのノルウェーせんしゅだん）は、1980年2月13日から2月24日まで、アメリカ合衆国ニューヨーク州のレークプラシッドで開催された1980年レークプラシッドオリンピックのノルウェー選手団、およびその競技結果。

## 概要
今大会は金メダル1個、銀メダル3個、銅メダル6個、合計10個のメダルを獲得した。
スピードスケート女子3000mでは、ビヨル・エバ・イェンセンがオリンピックのスピードスケート競技でノルウェー女子初となる金メダルを獲得した。

## メダル
| メダル | 選手名                                                                                            | 競技                   | 種目             |
| ------ | ------------------------------------------------------------------------------------------------- | ---------------------- | ---------------- |
| 金     | ビヨル・エバ・イェンセン                                                                          | スピードスケート       | 女子3000m        |
| 銀     | ラーシュ＝エリク・エリクセン ペール＝クヌート・オーラント オヴェ・アウンリ オッドヴァール・ブロー | クロスカントリースキー | 男子4×10kmリレー |
| 銀     | カイ・シュテンシェメ                                                                              | スピードスケート       | 男子1500m        |
| 銀     | カイ・シュテンシェメ                                                                              | スピードスケート       | 男子5000m        |
| 銅     | オヴェ・アウンリ                                                                                  | クロスカントリースキー | 男子15km         |
| 銅     | ブリット・ペテルセン アネッテ・ボーエ マリット・ミルマル ベリト・アウンリ                         | クロスカントリースキー | 女子4×5kmリレー  |
| 銅     | フローデ・ローニング                                                                              | スピードスケート       | 男子1000m        |
| 銅     | テリエ・アンデルセン                                                                              | スピードスケート       | 男子1500m        |
| 銅     | トム・オクスホルム                                                                                | スピードスケート       | 男子5000m        |
| 銅     | トム・オクスホルム                                                                                | スピードスケート       | 男子10000m       |